# 秦劍
秦劍（英語：Chun Kim，1925年1月24日—1969年6月15日），原名陳健，又名陳子儀，1950至1960年代香港電影導演及編劇，曾執導近70部電影。

## 生平
秦劍早年喪父，父親為一名米舖商人，因回鄉途中沉船溺斃，胞姊任職電影圈。秦劍畢業於仿林中學，1959年與女星林翠結婚，育有一子陳山河。秦劍好賭，兩人於1967年分居。1969年6月15日，秦劍在清水灣邵氏片場宿舍自殺。謝賢、嘉玲、南紅、江雪、姜中平、楚原、龍剛等香港電影人都是秦劍弟子。

## 導演作品[5]
- 紅顏未老恩先斷（1948年）
- 西施（1949年）
- 滿江紅（1949年）
- 豪門棄婦（1950年）
- 南海漁歌（1950年）
- 天涯歌女（1950年）
- 秋墳（1951年）
- 泣殘紅（1951年）
- 怨婦情歌（1951年）
- 五姊妹（1951年）
- 歌院香魂（1951年）
- 人之初（1951年）
- 錦繡前程（1952年）
- 新姑嫂劫（1952年）
- 姊妹花（1952年）
- 歌聲淚影（上集）（1952年）
- 歌聲淚影（下集）（1952年）
- 鸞鳳和鳴（1952年）
- 小明星傳（1952年）
- 歌女紅玫瑰（1952年）
- 慈母淚（1953年）
- 情劫姊妹花（1953年）
- 客串夫人（1953年）
- 貼錯門神（1953年）
- 苦海明燈（1953年）
- 流水行雲（1954年）
- 秋（1954年）
- 女兒心（1954年）
- 錦繡人生（1954年）
- 杜鵑魂（1954年）
- 家家戶戶（1954年）
- 兒女債（1955年）
- 愛（下集）（1955年）
- 父母心（1955年）
- 一代名花（1955年）
- 愛（上集）（1955年）
- 胭脂虎（1955年）
- 新婚夫婦（1956年）
- 情憎俞到瀟湘館（1956年）
- 遺腹子（上集）（1956年）
- 999命案（1956年）
- 遺腹子（下集 大結局）（1956年）
- 鬼夜哭（1957年）
- 椰林月（1957年）
- 血染相思谷（1957年）
- 鮮花殘淚（1958年）
- 有情人（1958年）
- 紫薇園的秋天（1958年）
- 歡喜冤家（1959年）
- 情犯（1959年）
- 情天血淚（1959年）
- 難兄難弟（1960年）
- 五月雨中花（上集）（1960年）
- 五月雨中花（下集）（1960年）
- 追妻記（1961年）
- 恩怨情天（1963年）
- 花花公子（1964年）
- 大馬戲團（1964年）
- 滿堂吉慶（1964年）
- 痴情淚（1965年）
- 結婚的秘密（1965年）
- 糊塗女偵探（1965年）
- 何日君再來（1966年）
- 玫瑰我愛你（1966年）
- 黛綠年華（1967年）
- 春蠶（1968年）
- 春蠶（1969年）
- 相思河畔（1969年）
- 碧海青天夜夜心（1969年）
- 雙喜臨門（1970年）

## 外部連結
- 秦劍在互联网电影资料库（IMDb）上的資料（英文）
- 秦劍在香港影庫上的簡介
- 華文影史庫上秦劍簡介 （页面存档备份，存于）